# Bobrowniki Małe
Bobrowniki Małe – wieś w Polsce położona w województwie małopolskim, w powiecie tarnowskim, w gminie Wierzchosławice.
W latach 1954–1959 wieś należała i była siedzibą władz gromady Bobrowniki Małe, po jej zniesieniu w gromadzie Wierzchosławice. W latach 1975–1998 miejscowość administracyjnie należała do województwa tarnowskiego.

## Historia
Pierwsza wzmianka o osadzie pochodzi z 1487 roku, lecz początki osadnictwa na tym terenie sięgają połowy XI wieku. Wtedy to w okolicy dzisiejszych Bobrownik Małych i Bobrownik Wielkich pojawili się zapewne książęcy ludzie trudniący się hodowlą bobrów. Z kolei Dobczyce stanowiły samodzielną osadę, której istnienie potwierdza dokument z 1399 roku, w którym obok Jakusza z Bobrownik wymieniony jest Wyszko z Dobczyc.
W 1536 roku Bobrowniki Małe, Wielkie oraz Dobczyce należały do Jakuba Filipowskiego, a ich mieszkańcy odrabiali pańszczyznę na folwarku w Bobrownikach Małych. Od 1581 roku dobra bobrownickie w części przeszły w ręce rodziny Szczepanowskich. Pod koniec XIX wieku wieś stanowiła własność Marii Potulickiej z Husarzewskich.
7 września 1939 roku oddziały 10 Brygady Kawalerii podczas działań obronnych przesunęły się na mniej zagrożone okolice Radłowa, gdyż siły przednie lewoskrzydłowego zgrupowania niemieckiego 2 Dywizji Piechoty dążyły do opanowania terenu Bobrownik Małych. Wobec takiej sytuacji polskie oddziały osłonowe musiały zwinąć znajdujący się tam most pontonowy na Dunajcu i wycofać się przez Radłów w kierunku północno-wschodnim. Według relacji miejscowej ludności podczas przeprawy zatonęło działo i jeden z polskich żołnierzy, którego ciało odnaleziono dopiero w okolicach mostu w Biskupicach Radłowskich.
W lipcu 1944 roku oddział AK złożony głównie z mieszkańców Bobrownik Małych wziął udział w jednym z etapów operacji o kryptonimie Most III, którego zadaniem było przetransportowanie elementów rakiety V-2 z Tarnowa do przewozu w Bobrownikach Małych, gdzie następnie przesyłkę przejął oddział z Radłowa.

## Zabytki
Obiekt wpisany do rejestru zabytków nieruchomych województwa małopolskiego.
- Cmentarz wojenny nr 212